# Pollicipes elegans
Espèce
Le pouce-pied du Pacifique sud-est, Pollicipes elegans, est un crustacé cirripède marin à pédoncule charnu et court, qui vit fixé aux rochers battus par les vagues. Son aire de répartition se limite à la zone intertidale le long de la côte pacifique du Pérou et du Chili. C'est un proche parent du pouce-pied de l’Atlantique-est, Pollicipes pollicipes, leur apparence et leur goût étant similaires.